# Hrabstwo Darlington

Piramida wieku hrabstwa

Hrabstwo Darlington – hrabstwo w stanie Karolina Południowa w USA. W 2010 roku populacja wynosiła 68 681. Centrum administracyjnym hrabstwa jest Darlington.

## Miasta
- Darlington
- Hartsville
- Lamar
- Society Hill

## CDP
- Lydia
- North Hartsville